# Décès en novembre 1944
Décès
- 1940
- 1941
- 1942
- 1943
- 1944
- 1945
- 1946
- 1947
- 1948

Pour une information complémentaire, voir la page d'aide.

| Date       | Nom             | Pays                   | Activités                           | Âge | Source |
| ---------- | --------------- | ---------------------- | ----------------------------------- | --- | ------ |
| 2 novembre | José Morales    | Drapeau du Pérou       | Footballeur international péruvien. | 34  |        |
| 6 novembre | Georges Dufétel | Drapeau de la France   | Architecte et résistant français.   | 58  |        |
| 7 novembre | Max Bergmann    | Drapeau des États-Unis | Chimiste germano-américain.         | 71  |        |